# Chevrolet Celebrity

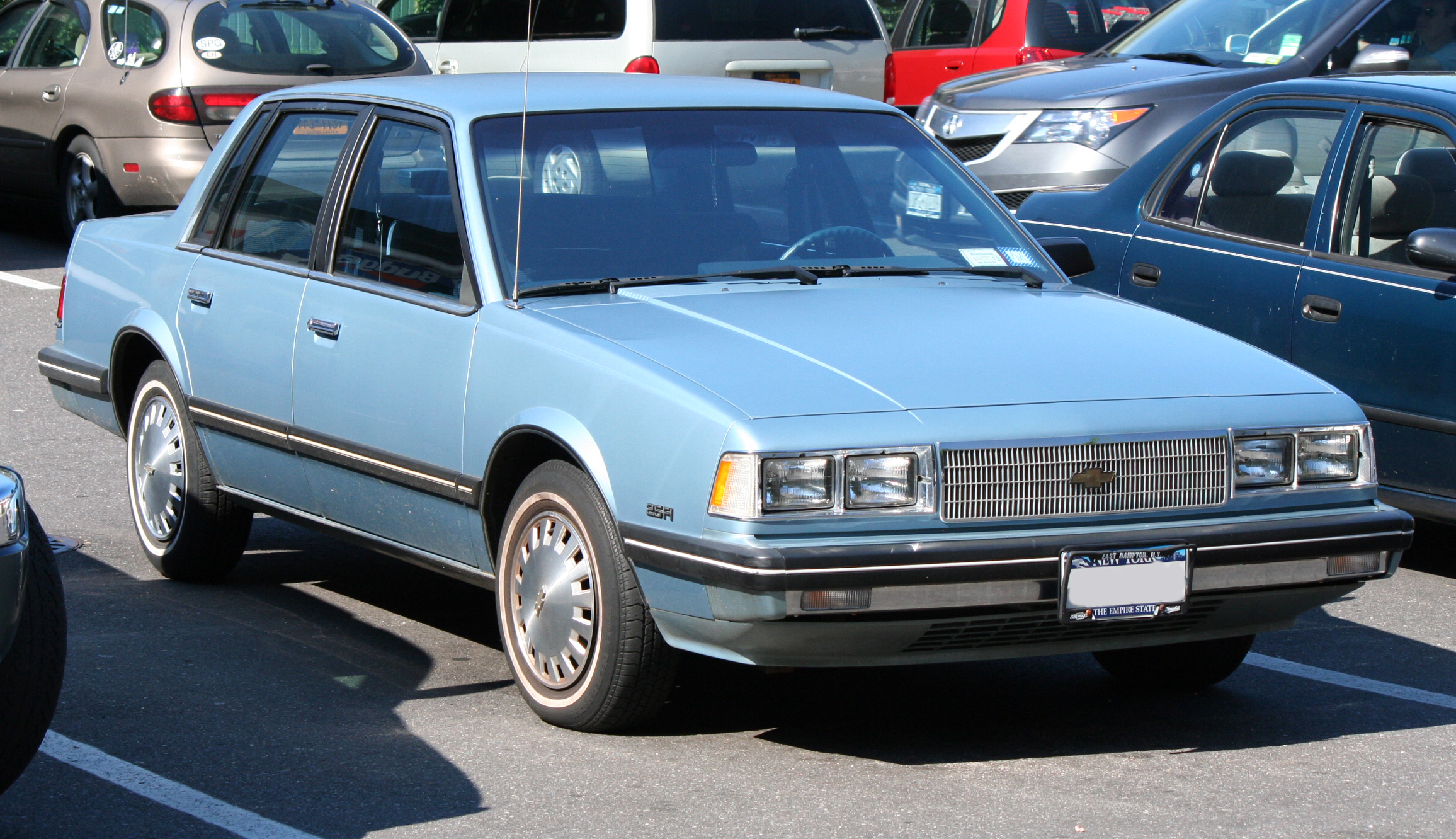
Chevrolet Celebrity de 1986

La Chevrolet Celebrity est une automobile produite par la division Chevrolet de General Motors. Vendue des années modèles 1982 à 1990, une seule génération de la Celebrity a été produite, remplaçant la Malibu en tant que gamme de modèles Chevrolet de taille moyenne. Au début des années 1960, la plaque signalétique a été utilisée pour la première fois par Oldsmobile pour la version berline à colonnes de l'Oldsmobile 88.
Elle est basée sur la plate-forme GM A à traction avant et a été produite aux côtés des Buick Century, Oldsmobile Cutlass Ciera et Pontiac 6000. L'espace intérieur et le train roulant sont les mêmes que ceux de la Citation compacte, mais la Celebrity est mieux taillé et équipé. La direction / les freins assistée et la transmission automatique étaient de série en 1982-83 et sont devenus optionnels en 1984. Le break a fait ses débuts en 1984, tout comme une finition de maniement / apparence Eurosport. Un V6 à haut rendement à injection de carburant est devenu une option en 1985 et les moteurs diesel ont été supprimés. Les moteurs de la génération II, retravaillés pour 1987, ont une injection de carburant et une nouvelle transmission manuelle à 5 vitesses conçue par Getrag est devenue disponible avec le V6. Des arbres d'équilibrage ont été ajoutés au moteur Tech IV pour 1988. Le moteur 4 cylindres a gagné 12 ch (9 kW) fin 1989. Les deux portes se sont mal vendues et ont été abandonnées la même année
La Celebrity était plus spacieuse que sa prédécesseure, la Malibu, mais a obtenu une consommation d'essence plus mauvaise. La qualité de construction était également meilleure et peu de rappels ont été émis. Cependant, elle n'est pas venue sans sa juste part de problèmes; les modèles de 1982 avaient des problèmes avec les commandes informatisées du moteur et les vibrations du moteur.
Pour l'année modèle 1990, la berline Celebrity a été abandonnée, remplacée par la Chevrolet Lumina, le monospace Chevrolet Lumina APV remplaçant le break, qui a mis fin à la production après l'année modèle 1990.

## Présentation du modèle
Lancée en janvier 1982, la Chevrolet Celebrity était offerte dans les styles de carrosserie berline à deux et quatre portes. Chevrolet a été la première division GM à faire la transition de ses berlines intermédiaires vers la traction avant, produisant la Celebrity aux côtés de sa prédécesseure la Malibu pendant deux années modèle.

### Châssis
La Celebrity est basée sur la plateforme GM A-body. Introduite pour 1982 en remplacement de la plate-forme à carrosserie G à traction arrière, la plate-forme A a marqué l'expansion de la traction avant du segment compact aux véhicules de taille moyenne. Pour réduire les coûts de développement et de production, la plate-forme A partage des points communs de conception avec la plate-forme X des voitures compactes; la Celebrity partage son empattement de 2 664 mm avec la Chevrolet Citation. Bien que dérivée du châssis X-body, la plate-forme A-body ne partagerait pas entièrement ses problèmes de rappel controversés. Il y avait des problèmes de maniabilité avec le système de contrôle moteur informatisé dans les modèles de 1982, et la détérioration du support moteur supérieur (également appelé OS de chien) a provoqué des vibrations du moteur / boîte-pont[réf. nécessaire].
Les Celebrity étaient disponibles avec 2 modèles de boulons différents sur le moyeu de roue, soit 100 mm (code JA1) ou 115 mm (code JA2). De plus, les boîtes-pont et les freins étaient différents sur ces deux modèles. Le modèle de boulon le plus petit était utilisé dans les modèles standard et utilisait un frein à disque non ventilé tandis que le modèle de boulon le plus grand devait loger les freins à disque ventilés pour usage intensif. Une idée fausse est que tous les modèles Eurosport sont livrés avec le motif de boulon plus grand, mais ce n'est pas le cas. La plupart des Celebrity équipées de systèmes de freinage robustes étaient des modèles de base destinés à la flotte et aux taxis.

#### Groupe motopropulseur
- 1982-1990 : quatre cylindres en ligne, Tech IV TBI, 151 (2,5 L)
- 1982-1986 : V6 à carburateur deux corps, 173 (2,8 L) (RPO LE2)
- 1984 : V6 à carburateur deux corps, 173 (2,8 L) (RPO LH7)
- 1985-1989 : V6 MPFI 173 (2,8 L) (RPO L44 (tête en fer, en '85-'86) et LB6 (tête en aluminium, en '87-'89))
- 1984-1985 : V6 Diesel 263 (4,3 L)
- 1990 : V6 MPFI 191 (3,1 L) (RPO LH0)

### Carrosserie
La Celebrity partage sa ligne de toit avec la Buick Century de 1982-1988 et se distingue des autres véhicules à plateforme A par son carénage arrière coved. Pour 1984, Chevrolet a présenté un Celebrity break cinq portes; pour la première fois depuis 1977, un break de taille moyenne était disponible avec un siège de troisième rangée.
Tout au long de sa production, la Celebrity a vu relativement peu de mises à jour, avec des révisions extérieures mineures en 1984, 1986 et 1987,,. Distinguée par l'ajout de phares composites en 1987, d'autres révisions comprenaient l'ajout d'un CHMSL (acronyme de "centre high mount stop lamp" et prononcé de manière informelle / ˈtʃɪmzəl / ⁠: un feu stop central monté plus haut que les feux stop gauche et droit du véhicule) en 1986 et l'ajout en 1990 de ceintures de sécurité avant montées sur les portes (à la place des airbags).

## Niveaux de finition
Au cours de ses neuf années d'existence, le Celebrity était disponible avec divers ensembles de finitions / options, notamment CS, CL, Estate (qui ajouté une applique en similibois sur les breaks), Eurosport et Eurosport VR.
L'une des versions les plus populaires de la Chevrolet Celebrity est la Celebrity Eurosport. Lancé en 1984 en tant qu'ensemble d'options, l'Eurosport est à la fois un ensemble d'options cosmétiques et de performances pour la Chevrolet Celebrity. Se distinguant par ses garnitures de fenêtre noires et ses emblèmes rouges, l'Eurosport était proposé en option avec le V6 HO de 2,8 L de la Citation X-11 (avec les mêmes groupes motopropulseurs de la Celebrity). Les autres parties de la finition Eurosport comprennent une suspension F41 robuste, un volant noir et des roues Sport Rallye 14 "(qui sont devenues une option pour toutes les berlines / breaks Celebrity). L'intérieur a reçu des emblèmes rouges spécifiques au modèle sur les panneaux de porte et le tableau de bord.
Au Canada, pour l'année modèle 1988, l'édition Olympic Eurosport a été offerte en guise de lien avec les Jeux olympiques d'hiver de Calgary. Offert uniquement en blanc monochrome, avec toutes les garnitures occultantes extérieures peintes en blanc pour correspondre à la carrosserie. La seule couleur intérieure était selle, avec un logo olympique monté sur le montant B.
Basé sur le concept car Eurosport RS de 1986 de Chevrolet, Chevrolet a offert la finition optionnel Celebrity Eurosport VR en édition limitée pour 1987 et 1988. Converti par Autostyle Cars, près d'Oklahoma City Assembly, l'Eurosport VR était équipé d'effets au sol, de décalcomanies de carrosserie, d'une calandre occultée et de roues en aluminium. Pour 1987, la VR a été offerte pour la berline et le break à quatre portes et se distingue par son intérieur, qui comprend de la moquette rouge, des panneaux de porte tricolores spéciaux, des sièges baquets avec coussins de cuisse et un porte-gobelet de siège arrière. Pour 1988, des versions à deux portes ont également été produites et ont été produites avec des intérieurs provenant de la Celebrity standard ou de la Celebrity CL. L'Eurosport VR été produit en seulement quatre couleurs: rouge, argent, noir et blanc.

## Arrêt
Après l'année modèle 1987, General Motors a mis fin aux mises à jour régulières de la Celebrity, en se concentrant sur le développement de la Chevrolet Lumina. En réponse à la baisse de la demande de berlines intermédiaires à deux portes, la Celebrity à deux portes a été abandonnée après l'année modèle 1988. La berline Celebrity a été retirée après l'année modèle 1989, le break étant tombé au cours de l'année modèle 1990.

## Production
Au cours des années 1980, au sein de Chevrolet, la Celebrity a concurrencé la Cavalier en tant que voiture la plus vendue de la marque, dépassant la Cavalier en ventes pour 1986 et 1987,. Pour 1986, la Celebrity était la voiture la plus vendue aux États-Unis; en 2019, c'est la dernière fois qu'un véhicule Chevrolet (ou un véhicule de toute marque GM) le fait.
| Année | Production |
| ----- | ---------- |
| 1982  | 92 330     |
| 1983  | 139 829    |
| 1984  | 309 288    |
| 1985  | 354 832    |
| 1986  | 404 883    |
| 1987  | 362 524    |
| 1988  | 258 456    |
| 1989  | 201 661    |